# Prothema humerale
Prothema humerale es una especie de escarabajo longicornio del género Prothema, tribu Prothemini, subfamilia Cerambycinae. Fue descrita científicamente por Pascoe en 1866.

## Descripción
Mide 9 milímetros de longitud.

## Distribución
Se distribuye por Malasia.